# جیمز بین (کتابدار)
جیمز بین (زاده ۲ اوت ۱۸۴۲ – درگذشته ۲۲ مه ۱۹۰۸) کتاب‌فروش، ناشر و کتابدار اسکاتلندی-کانادایی بود. وی در لندن، انگلستان به دنیا آمد و زمانی که او ۶ ساله بود، خانواده‌اش به تورنتو مهاجرت کردند. جیمز پس از اتمام تحصیلات خود در مدرسه گرامر تورنتو، برای کار نزد پدرش که یک لوازم التحریر و کتاب‌فروش بود، رفت. او هم در انگلستان و هم در کانادا در صنعت انتشارات فعال بود و به «شرکت جان نیمو و پسر» که بعدها به «نیمو و بین» تغییر نام یافت، پیوست. او در سال ۱۸۸۲ به کانادا بازگشت. جیمز بین پس از مدیریت شرکت نوپای انتشارات کانادا، در سال ۱۸۸۲ به عنوان اولین کتابدار ارشد کتابخانه عمومی تورنتو انتخاب شد. وی این سمت را تا زمان مرگش در سال ۱۹۰۸ بر عهده داشت.

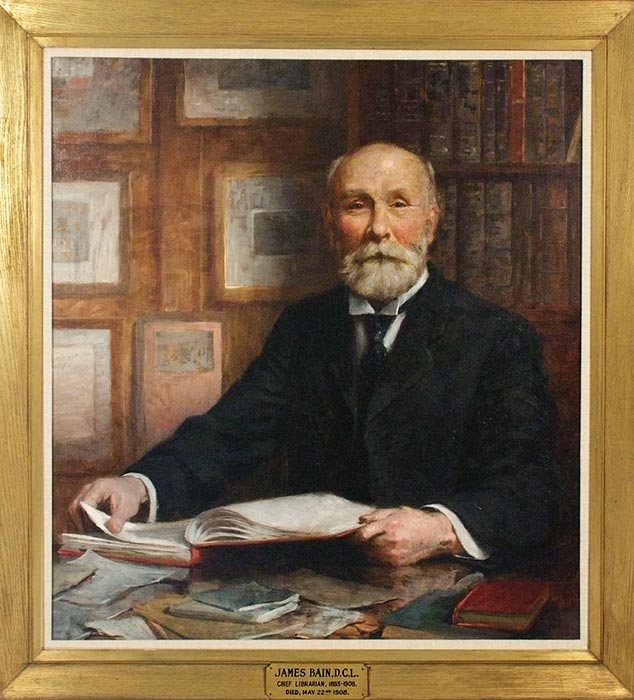
پرتره رنگی جیمز بین توسط ادموند ویلی گریر، به سفارش هیئت مدیره کتابخانه عمومی تورنتو در سال ۱۹۰۹.

جیمز در سال ۱۹۰۳ بودجه کارنگی را برای ساخت یک کتابخانه مرکزی جدید (در حال حاضر مرکز دانشجویی کوفلر در دانشگاه تورنتو) و همچنین سه شعبه یورک‌ویل، کوئین و لیزگار و ریوردیل تأمین کرد. پس از مرگ او، این کتابخانه دومین کمک هزینه کارنگی را برای ساخت شعبه‌های بیشتر دریافت کرد. هفت کتابخانه از ده کتابخانه کارنگی کماکان به‌عنوان شعبه‌های کتابخانه عمومی تورنتو دایر و مشغول به کار هستند.
جیمز بین به همراه همسرش جسی مری پترسون و برخی از فرزندانشان در قبرستان مانت پلیسنت به خاک سپرده شده است. پسر او جیمز واتسون بین بود.